# Hoquei Club Alpicat
El Hoquei Club Alpicat es un club deportivo de la población de Alpicat, comarca del Segriá en Lérida, fundado el año 2004 y dedicado a la práctica del deporte del Hockey sobre patines. 

## Historia
El Club nace en el año 2004 por el traslado de la sección de hockey patines del histórico club deportivo Leridano del Sícoris Club al Municipio de Alpicat, con una nueva presidencia y directiva. La Junta del Club la componen padres de manera totalmente altruista, para que sus hijos practiquen este deporte.
Con una pequeña base que se fue ampliando, se pudo formar rápidamente un equipo senior que poco a poco ha ido subiendo de categorías hasta llegar a la primera división española (actualmente OK Liga Plata) la temporada 2015-2016 y desde donde aspira a poder llegar a la máxima categoría OK liga.

## Presidentes
- Stefan Zilken
- Alberto Rubio Alcántara
- Ricard Vizcarra Miquel

## Palmarés
- Temporada 2008-2009 Ascenso a la categoría Primera Catalana
- Temporada 2015-2016 Campeón Copa Generalitat de Hockey Patines
- Temporada 2015-2016 Campeón Liga Nacional Catalana de Hockey Patines y ascenso a Primera Nacional Española
- Temporada 2017-2018 Equipo senior Femenino, primeras en la categoría Segona Catalana y ascenso Primera Catalana
- Temporada 2017-2018 Equipo senior Femenino, Campeonas Copa Generalitat 2018
- Temporada 2023-2024 Equipo senior Masculino, Campeones de la Copa de SAR La Princesa 2024
- Temporada 2023-2024 Equipo senior Masculino, Campeones OK Lliga Plata Sur y ascenso a OK Lliga

## Temporadas

### 2016-2017[1]
- Primera División Nacional Española: Séptimos en la liga con 39 puntos.
- Jugadores: Juanjo Ariza, Sisco Ariza, David Ballestero, Robert Bergé, Ricard Casals, Martí Dalmases, Marc de la Cruz, Marc Llaçera, Edgard Peralta, Miquel Serret, Joan Ramon Serret y Mats Zilken
- Entrenador: Xavi Roy.

### 2017-2018
- Primera División Nacional Española: Novenos en la liga con 36 puntos[2]
- Jugadores: Gerard Folguera, David Ballestero, Robert Bergé, Pol Franci, Ricard Casals, Edgard Peralta, Miquel Serret, Joan Ramon Serret, Mats Zilken, Eduard Piñol y Lluis Alsina
- Entrenador: Xavi Roy.

### 2018-2019
- OK LIGA PLATA. Terceros en la liga con 46 puntos.
- Jugadores: Ricard Casals, Miquel Serret, Joan Ramon Serret, Mats Zilken, Eduard Piñol, Lluis Alsina, Biel Salvadó, Adrià Salvadó, Sisco Ariza, Marc Llaçera i Jaume van der Boom
- Entrenador: Xavi Roy.